# Campaña Admirable
La Campaña Admirable fue una acción militar enmarcada dentro de la guerra de independencia de Venezuela. Fue comandada por Simón Bolívar, apoyada militar y económicamente por el gobierno de las Provincias Unidas de la Nueva Granada y consiguió la emancipación del occidente de Venezuela, integrado en aquel entonces por las provincias de Mérida, Barinas, Trujillo y Caracas. Estos éxitos, junto a los obtenidos en oriente por Santiago Mariño y José Francisco Bermúdez, darían origen a la conformación de la Segunda República de Venezuela.

## Antecedentes
Tras la Capitulación de San Mateo, que dio fin a la Primera República de Venezuela, gran número de jefes políticos y militares de la República migraron al exterior, huyendo de las represalias del jefe realista Domingo Monteverde: algunos se refugiaron en las Antillas y otros en la cercana Nueva Granada, donde la poca acción realista no había afectado grandemente la seguridad de esta República, a pesar de que existían grandes divisiones políticas entre las provincias. A Nueva Granada fueron Simón Bolívar y José Félix Ribas, entre otros. Los militares venezolanos pronto fueron inscritos en los ejércitos neogranadinos; Bolívar liberó el río Magdalena y llegó hasta Ocaña, ciudad que también tomó. Con ello se habían abierto las comunicaciones con Venezuela, alentando a Bolívar y a muchos de los venezolanos, quienes deseaban invadir por el occidente. Desde Caracas, Monteverde movilizó sus fuerzas hacia la frontera con Nueva Granada, pues planeaba invadir el Virreinato y someter a los rebeldes, concentrando al ejército realista en San Carlos. Alarmados, el Congreso de Tunja y el Estado Libre de Cundinamarca decidieron apoyar a los oficiales venezolanos en su expedición contra Monteverde, proporcionando a Bolívar con armas, dinero, tropas y oficiales granadinos. El ejército, ya organizado con Bolívar como jefe, se dividió en dos columnas, comandadas por los coroneles Ribas y Girardot, quienes partieron de Ocaña el 16 de febrero hacia Cúcuta.

## Historia

### Batalla de Cúcuta

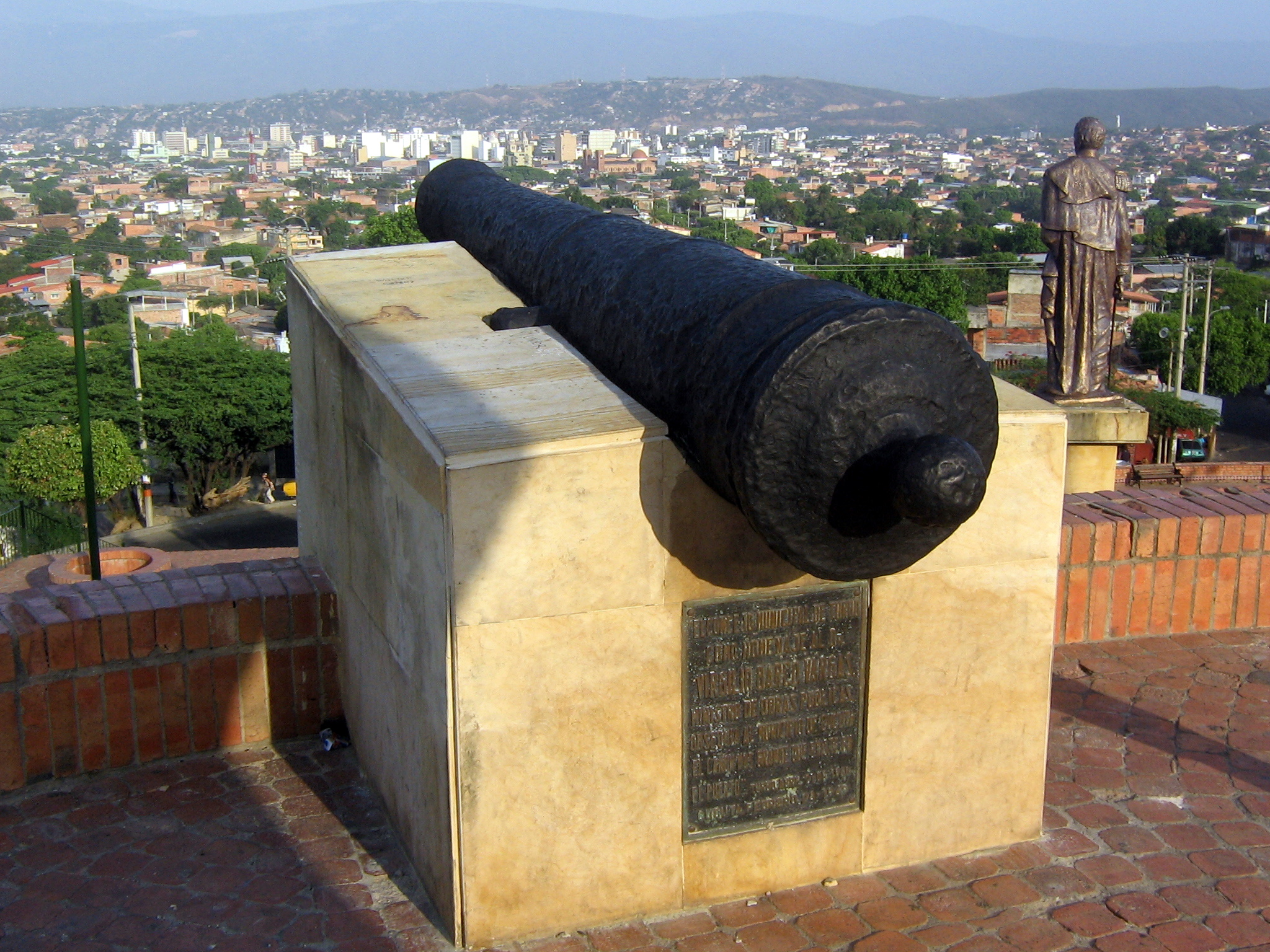
Monumento a la Batalla de Cúcuta.

El 8 de enero de 1813 ocupó Ocaña (segunda población en importancia en Norte de Santander, después de Cúcuta) después de haber dejado el paso libre en el Magdalena Medio consiguiendo así la navegación entre Bogotá y Cartagena.
El 16 de febrero salió rumbo a Cúcuta pues había peligro por la presencia de Ramón Correa y sus fuerzas realistas. En su recorrido venció una fuerza enemiga que le cerraba el paso en La Aguada. El 28 del mismo mes se llevaba a cabo lo que hoy en día conocemos como batalla de Cúcuta, con la cual se le dio la independencia a esta ciudad. 
Simón Bolívar solicitó ayuda al gobierno neogranadino a través del Manifiesto de Cartagena, la cual le fue concedida por las acciones que ya había llevado a cabo en ese país.

### La Campaña Admirable
Tan pronto como recibió la autorización del gobierno de Provincias Unidas de la Nueva Granada Bolívar inició su avance hacia Venezuela el 14 de mayo de 1813. La expedición constaba de dos divisiones, a la vanguardia el coronel Atanasio Girardot y en la retaguardia el coronel José Félix Ribas. Estas fuerzas marcharon por la vía de San Cristóbal - La Grita - Mérida - Trujillo culminando con la entrada triunfal a Caracas el 6 de agosto, después de haber obtenido grandes triunfos sobre los realistas a lo largo de la campaña.

### Batalla de Agua de Obispo
Posteriormente, ante el repliegue del jefe realista Manuel Cañas a Carache, Atanasio Girardot se dirigió hacia esa localidad con sus fuerzas neogranadinas, el 17 de junio de 1813, en horas de la tarde. En horas de la noche, el jefe realista abandonó la línea que ocupaba y llevó sus hombres a las alturas de Agua de Obispos. El 18 de junio de 1813 se produjo el enfrentamiento entre las fuerzas de Girardot y Cañas, resultando el triunfo del jefe patriota y eliminándose las tropas que podían entorpecer el avance de Bolívar, quien había llegado a Trujillo el 14 de junio, desde donde ordenó a Ribas que marchase lo más rápidamente de Mérida en dirección de Boconó, con el objeto de facilitar el factor sorpresa. Mientras tanto a Girardot se le ordenó replegarse sobre Trujillo. El 15 de junio de 1813, Simón Bolívar firma en Trujillo a las 3:00 AM  el Decreto de Guerra a Muerte contra los españoles y canarios hasta que no les concedieran la libertad.

### Batalla de Niquitao
La batalla de Niquitao es un hecho de armas donde una columna patriota dirigida por José Félix Ribas, general Rafael Urdaneta Faría y Vicente Campo Elías, que venía de los Llanos, derrota el viernes 2 de julio de 1813, en Niquitao, a las fuerzas realistas dirigidas por el comandante José Martí, quien estaba subordinado al gobernador de Barinas, el capitán de fragata Antonio Tiscar y Pedrosa. Fueron hechos prisioneros 540 realistas, muchos de ellos se pasaron a los patriotas. Los tres capitanes españoles y otros individuos originarios de España fueron ejecutados en otro episodio de la guerra a muerte.

### Batalla de Los Horcones
Ocurrió el 22 de julio de 1813 y en ella las fuerzas patriotas derrotan a los españoles. Los generales Jacinto Lara y Florencio Jiménez participaron en esta batalla.
Para la época en que se llevó a cabo este encuentro, el sitio pertenecía al Municipio Concepción del Distrito Barquisimeto, hoy en día llamado Iribarren. Esta acción fue ganada por los Patriotas al mando de José Félix Ribas y Jacinto Lara, a los Realistas mandados por el comandante Francisco Oberto, quien se movió a este lugar y escogió posiciones para esperar la columna de Ribas. Fue un ataque rápido y decidido,

### Batalla de Taguanes
La batalla de Taguanes tuvo lugar en las llanuras de Cojedes el 31 de julio de 1813. La acción bélica fue dirigida por Simón Bolívar para cerrar la Campaña Admirable antes de hacer su entrada triunfal en Caracas. El general Rafael Urdaneta lo acompañaba. Bolívar escribió:

"El 31, bien temprano me puse en marcha y a las dos horas de jornada recibí aviso del combate de nuestra descubierta, en que me dice que el enemigo, en número de más de mil hombres, venia al encuentro y que se hallaba al frente de él en la sabanas de Los Pegones.

Forcé mis marchas y cuando llegue allí, el enemigo, acobardado con la sola presencia de nuestros cazadores, se retiraba. Di orden para que lo persiguiesen nuestra caballería, que inmediatamente obedeció y cargó sobre él; pero cuando llegó a la sabana de los Taguanes, lo hallo formando en batalla y fue preciso que guardándose a la infantería; llegó esta, dispuse el campo y viendo que el enemigo marchaba sobre nosotros, determiné irlo a recibir, ordene marcharse de frente la infantería y que la caballería...
Entonces la intrepidez de nuestras tropas produjo en las españolas el pavor, inmediatamente emprendieron su retirada ordenada y la sostuvieron por espacio de seis horas hasta que viendo que nuestra caballería casi lo cortaba, se introdujo el desorden, empezó la disolución, y a las dos horas de persecución ya teníamos a más de doscientos prisioneros, porción de fusiles, cartucheras, pertrechos, que dejaban en el campo.
Toda la tarde duró la acción, en que murieron muchos españoles, entre ellos seis de sus mejores oficiales, uno de estos el comandante Izquierdo; perdieron toda su infantería, que quedó dispersa por los bosques, o prisioneros, o pasado a nosotros pidiendo asegurar que no escapo ningún infante.
De este modo he destruido los miserables estos que mantenían el poder tirano de los españoles en la Provincia de Caracas, siendo mucho de extrañar que no hubiésemos tenido por nuestra parte otra perdida que la herida leve de un soldado..”

En 1913 se levantó un monumento en el sitio de la batalla para celebrar los cien años de la victoria patriota.

## Fin de la Campaña
El 2 de agosto entró Bolívar a Valencia, mientras que el coronel Ribas había quedado en San Carlos como comandante de dicha plaza. Días después siguió Bolívar hacia su casa, hallándose el día 4 en La Victoria, donde aceptó la capitulación que le propuso el gobierno español. Finalmente, el 6 de agosto de 1813 entró triunfalmente a Caracas el pequeño ejército mandado por el brigadier Simón Bolívar; había culminado exitosamente la Campaña Admirable y comenzado la gloria.
Tras la toma de Caracas, el objetivo de Bolívar fue acabar con las plazas costeras que le quedaban a los realistas, iniciando el fracasado asedio de Puerto Cabello (1813).